# Pyhäntä
Pyhäntä è un comune finlandese di 1635 abitanti, situato nella regione dell'Ostrobotnia Settentrionale.